# John Brown Russwurm
John Brown Russwurm (1799-1851) est un journaliste et imprimeur afro-américain originaire de Jamaïque. Abolitionniste, il est le fondateur du Freedom's Journal, première publication détenue par des noirs, qui a participé à la fondation en Afrique du Liberia, où il a fini sa vie en 1851. Il est considéré comme faisant partie des sources d'inspiration de Marcus Garvey en matière de journalisme.

## Biographie
Né en 1799 à Port Antonio en Jamaïque où il vécut jusqu’à l’âge de 8 ans, John Brown Russwurm est le fils d’une femme noire dont le nom est inconnu et de John Russwurm, un négociant blanc américain. En 1807, il part avec sa famille au Québec, puis en 1812 à Portland, dans le Maine, où son père épouse Susan Blanchard en 1813 et décède en 1815.

### Éducation
Russwurm a étudié à Hebron Academy dans le Maine puis enseigné pendant sept ans à Boston, dans le Massachusetts. Il reprend des études au Bowdoin College en 1824, dont il est le premier diplômé noir. Familier du Québec où il a passé sa jeunesse, John Russwurm a œuvré, dès 1826, dans les domaines du journalisme politique militant et du développement international. 

### Journalisme
Installé à New York en mars 1827, il s’associe à Samuel Cornish pour publier la première édition du Freedom's Journal, journal de quatre pages composé de sermons et de poèmes dédiés à la cause afro-américaine.

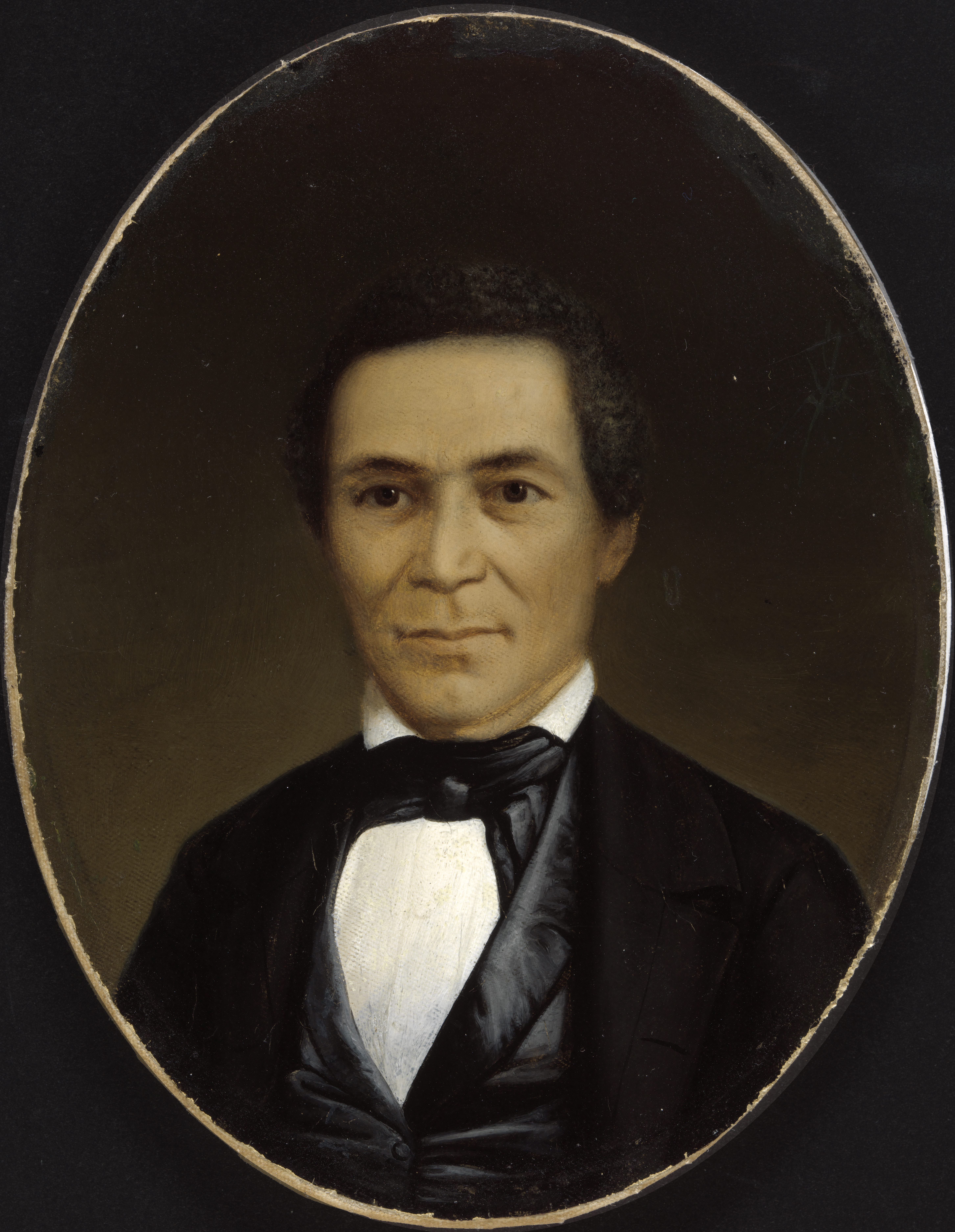
John Brown Russwurm vers 1850.

Cette publication abolitionniste va paraître jusqu'en février 1829 où elle s'arrête pour des raisons financières mais aussi à cause du départ de son fondateur. Celui-ci a fait évoluer la position du journal, au départ hostile à la colonisation de l’Afrique par des Afro-Américains, mais la virulence de son argumentation l’oblige à démissionner en 1829, puis à immigrer dans le nouvel État du Liberia, où il devient le secrétaire colonial de l’American Colonization Society entre 1830 et 1834. Au Freedom's Journal succédèrent le Weekly Advocate, devenu ensuite le Colored American et le Mirror of Liberty.
Il y fonde le Liberia Herald, le fameux hebdomadaire de Monrovia, et devient en 1836 le premier gouverneur noir du « Maryland », l’une des provinces du Liberia, poste auquel il encourage l’immigration de noirs américains.